# Thede Kahl
Pour les articles homonymes, voir Kahl.
Thede Kahl, né le 30 mars 1971 à Hambourg (Allemagne), est un ethnographe et ethnolinguiste allemand.

## Biographie
Thede Kahl naît le 30 mars 1971 à Hambourg.
Il est à la tête de l'Institut d'études slaves du Sud de l'université d'Iéna, en Allemagne, où il est professeur. Ses recherches portent sur les Slaves, les langues et dialectes menacés, les minorités des Balkans et d'Anatolie et d'autres sujets liés à l'ethnographie et à l'ethnolinguistique.
Kahl a reçu de nombreux prix, tels que le diplôme « Distincia Culturală » de l'Académie roumaine. Il est également membre de diverses organisations comme l'Académie autrichienne des sciences et éditeur et co-éditeur de la revue Symbolae Slavicae,,.